# Mathilde Hitzfeld

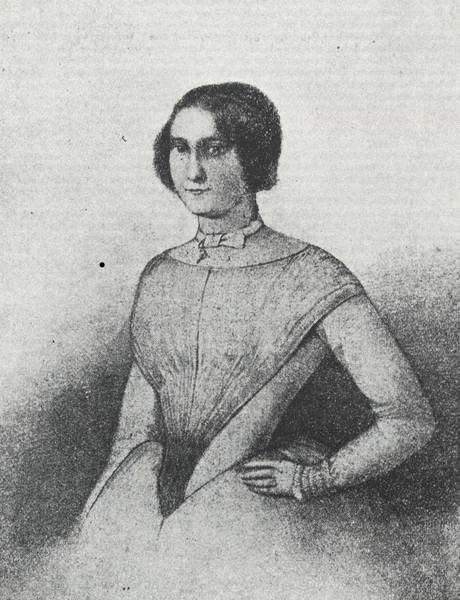
Mathilde Hitzfeld

Mathilde Hitzfeld (* 1. September 1826 in Kirchheimbolanden; † 1905 in den USA) war eine pfälzische Freischärlerin in der Märzrevolution 1848/49.

## Leben
Sie war die Tochter des Kantonsarztes Ludwig Hitzfeld, einem der aktivsten Verfechter der Demokratie in der Bayerischen Pfalz.
Nach der Eroberung der Pfalz durch die französische Revolutionsarmee unter Adam-Philippe de Custine im Jahr 1794 annektierte Frankreich die linksrheinische Pfalz als Département Donnersberg (Département du Mont Tonnerre). Dies bestätigte 1797 der Frieden von Campo Formio bzw. 1801 der Frieden von Lunéville. Die Niederlage Frankreichs in den Befreiungskriegen bescherte der Region 1814 das Generalgouvernement Mittelrhein, von dem der Wiener Kongress dem bayerischen König den Rheinkreis (ab 1837 Bayerische Pfalz) zugesprach. Er beließ zunächst die politischen Formen, wie z. B. Kantone.
Als die Pfälzer im Zuge der französischen 48er-Revolution ebenfalls die „Pfälzische Republik“ ausriefen, gehörte Ludwig Hitzfeld zur „Volksvertretung für die Pfalz“.
Seine Tochter Mathilde beteiligte sich am Barrikadenbau in Kirchheimbolanden – das dortige leere Schloss war als Hauptquartier ausgesucht worden – gegen die vom bayerischen König zu Hilfe gerufenen Preußen. Im Gefecht bei Kirchheimbolanden befand sie sich am 14. Juni 1849 bei den Freischärlern im Schlossgarten, die in Unkenntnis des Rückzugs der Pfälzer Revolutionäre aus dem Ort den anmarschierenden Preußen in einem blutigen Gefecht vergeblich Widerstand leisteten. Anwesend war der Oberkommandierende Prinz von Preußen, der spätere Kaiser Wilhelm I., der seine Soldaten persönlich zum Erfolg beglückwünschte. Gefangen genommen und von der bayrischen Justiz wegen ihrer Taten des Hochverrats angeklagt, kam Mathilde Hitzfeld infolge eines Amnestiegesetzes im Dezember 1849 auf freien Fuß. Populär wurden Abbildungen Mathilde Hitzfelds, wie sie eine Schwarz-Rot-Goldene Fahne schwingend kämpfende Revolutionäre auf einer Barrikade in Kirchheimbolanden furchtlos anfeuert.
Sie wanderte in die Vereinigten Staaten aus und heiratete dort den emigrierten Maler und Freiheitskämpfer Theodor Kaufmann (1814–1896) aus Uelzen. Ihnen wurden zwei Töchter geboren. Bis ihr Mann in Amerika als bedeutender Historienmaler anerkannt wurde, lebte die Familie in Armut. Nachdem er es zu Ansehen und Wohlstand gebracht hatte, verkehrte Mathilde Kaufmann in Washington in Künstler- und Diplomatenkreisen, blieb aber ihrer Heimat durch häufige Besuche treu. Heute sind in Rheinland-Pfalz neun Schulen nach ihr benannt.

## Einzelnachweis
1. ↑  Wilhelm Blos: Die Deutsche Revolution. Geschichte der Deutschen Bewegung von 1848 und 1849. Dietz, Stuttgart 1893, S. 577.

| Personendaten    | Personendaten             |
| ---------------- | ------------------------- |
| NAME             | Hitzfeld, Mathilde        |
| KURZBESCHREIBUNG | pfälzische Freischärlerin |
| GEBURTSDATUM     | 1. September 1826         |
| GEBURTSORT       | Kirchheimbolanden         |
| STERBEDATUM      | 1905                      |
| STERBEORT        | Vereinigte Staaten        |